# ファンタジック (井上苑子の曲)
「ファンタジック」は、井上苑子の楽曲。7作目のシングルとして2018年11月7日にEMI RECORDSから発売。

## 収録曲

### CD
1. ファンタジック
2. フェアリーソング
3. 約束
4. ファンタジック (Instrumetal)

### DVD
- 「Inoue Sonoko Spring Rock!! Tour 2018〜エレキで駆け抜けるで!!〜」

@東京(2018.4.21) LIVE＆メイキング映像
・Say My Name
・踏み出す一歩が僕になる
「いのうえ夏祭り2018」
@東京(2018.7.22)LIVE＆メイキング映像
・リメンバー
・せかいでいちばん